# کلاه‌پارچه‌ای آردی
کلاه‌پارچه‌ای آردی (نام علمی: Mycena cinerella) نام یک گونه از سرده کلاه‌پارچه‌ای‌ها است.